# مسمارية فارسية قديمة
المسمارية الفارسية القديمة هي نص مسماري نصف أبجدي كان يستعمل بكتابة اللغة الفارسية القديمة. النصوص المكتوبة في هذه المسماريات وجدت في تخت جمشيد وشوشان وهمدان وأرمينيا ورومانيا (غيرلا) بالإضافة لقناة السويس. وكانت أغلبها نقوش من الفترة الزمنية لدارا الأول وابنه خشايارشا الأول.